# Die Bodega von Los Cuerros
Die Bodega von Los Cuerros è un film muto del 1919 diretto da Erik Lund.

## Produzione
Il film fu prodotto dalla Ring-Film GmbH.

## Distribuzione
Con il visto di censura dell'aprile 1919, fu presentato in prima a Berlino il 2 agosto di quell'anno.